# Bouvet (couraçado)
O Bouvet foi um couraçado pré-dreadnought operado pela Marinha Nacional Francesa, membro de um grupo de cinco navios semelhantes entre si, ao lado do Charles Martel, Carnot, Jauréguiberry e Masséna. Sua construção começou em janeiro de 1893 no Arsenal de Lorient e foi lançado ao mar em abril de 1896, sendo comissionado na frota francesa em junho de 1898. Era armado com uma bateria principal composta por dois canhões de 305 milímetros montados em duas torres de artilharia únicas e dois canhões de 274 milímetros também em duas torres únicas, tinha um deslocamento de mais de doze mil toneladas e conseguia alcançar uma velocidade máxima de dezoito nós, rápida para os padrões da época.
O projeto do Bouvet foi o mais bem-sucedido de todos os cinco navios e ele serviu de base para a sucessora Classe Charlemagne, mas mesmo assim sofria de problemas de instabilidade. Ele teve uma carreira relativamente tranquila em tempos de paz, a maior parte em exercícios de rotina na Esquadra do Mediterrâneo. O navio mesmo assim envolveu-se em uma colisão com o couraçado Gaulois em 1903 e depois ajudou na resposta a uma erupção do Monte Vesúvio em 1906. Foi tirado do serviço ativo no ano seguinte e passou a atuar na frota de treinamento, porém voltou para a ativa em julho de 1914 depois do início da Primeira Guerra Mundial.
O Bouvet escoltou comboios de tropas francesas do Norte da África para o sul da França no primeiro mês do conflito. Depois disso realizou patrulhas pelo Mediterrâneo junto com vários outros navios e então atuou como navio de guarda no Canal de Suez no final do ano. Em seguida o couraçado participou de uma série de ataques contra fortificações otomanas no Estreito de Dardanelos no início de 1915, culminando em um grande ataque no dia 18 de março. Neste, o Bouvet foi atingido oito vezes por disparos otomanos, bateu em uma mina naval enquanto virava para recuar e afundou em apenas dois minutos. A maior parte da tripulação morreu. A perda do navio e mais dois couraçados britânicos contribuiu à decisão dos Aliados de abandonar a campanha naval rumo a Constantinopla e iniciar um assalto anfíbio em Galípoli.  

## Projeto
Em 1889, a Marinha Real Britânica aprovou a Lei de Defesa Naval que resultou na construção de oito couraçados da classe Royal Sovereign; esta grande expansão do poder naval levou o governo francês a aprovar a sua resposta, a Lei Naval de 1890. A lei previa um total de 24 encouraçados de esquadra e uma série de outras embarcações, incluindo navios de defesa costeira, cruzadores e torpedeiros. A primeira etapa do programa seria um grupo de quatro encouraçados de esquadra construídos com designs diferentes, mas que atendessem às mesmas características básicas, incluindo blindagem, armamento e deslocamento. O alto comando naval emitiu os requisitos básicos em 24 de dezembro de 1889: o deslocamento não excederia catorze mil toneladas, o armamento primário consistiria em canhões de 340 e 270 milímetros, o cinturão deveria ter 450 milímetros de espessura, e os navios deveriam manter uma velocidade máxima de dezessete nós (31 quilômetros por hora). A bateria secundária deveria ter 140 ou 160 milímetros de calibre, com tantas armas instaladas quanto o espaço permitisse. A semelhança geral dos navios levou alguns observadores a agrupá-los como uma classe de navios, embora os autores de Conway's All the World's Fighting Ships apontem que os navios tinham "diferenças suficientes para evitar que fossem considerados como uma classe".
O projeto básico dos navios foi baseado no encouraçado anterior Brennus, mas em vez de montar a bateria principal toda na linha central, os navios usaram o arranjo em losango do navio anterior Magenta, que movia dois dos canhões da bateria principal para torres de artilharia únicas nas bordas. Embora a Marinha tenha estipulado que o deslocamento poderia chegar a catorze mil toneladas, considerações políticas, nomeadamente objeções parlamentares aos aumentos das despesas navais, levaram os projetistas a limitar o deslocamento a cerca de doze mil. Cinco arquitetos navais submeteram propostas a concurso; Charles Ernest Huin preparou o projeto para Bouvet. Ele também projetou seu meio-irmão, Charles Martel, no qual o projeto de Bouvet foi baseado. Antes do início do trabalho no Charles Martel, o comando naval pediu a Huin que projetasse uma versão melhorada. Ele concluiu os planos do navio, que era um pouco maior que suas contrapartes, em 20 de maio, e a Marinha concedeu o contrato do navio em 8 de outubro de 1892.
Bouvet provou ser o mais bem-sucedido dos cinco navios e era o único ainda em serviço ativo no início da Primeira Guerra Mundial. Ele também forneceu a base para a próxima classe de couraçados franceses, a classe Charlemagne, construídos em meados da década de 1890. Mesmo assim, ele e seus meio-irmãos foram uma decepção no serviço; Bouvet sofria de problemas de estabilidade que acabaram por contribuir para a sua perda em 1915, e todos os cinco navios eram mal comparados com os seus homólogos britânicos, particularmente os seus contemporâneos da classe Majestic. Os navios sofriam com a falta de uniformidade de equipamentos, o que dificultava sua manutenção em serviço, e suas baterias mistas de canhões de diversos calibres dificultavam a artilharia em condições de combate, pois os respingos de projéteis eram difíceis de diferenciar. Muitos dos problemas que assolavam os navios em serviço decorriam da limitação do seu deslocamento, nomeadamente da sua estabilidade e navegabilidade.

### Características gerais e maquinário

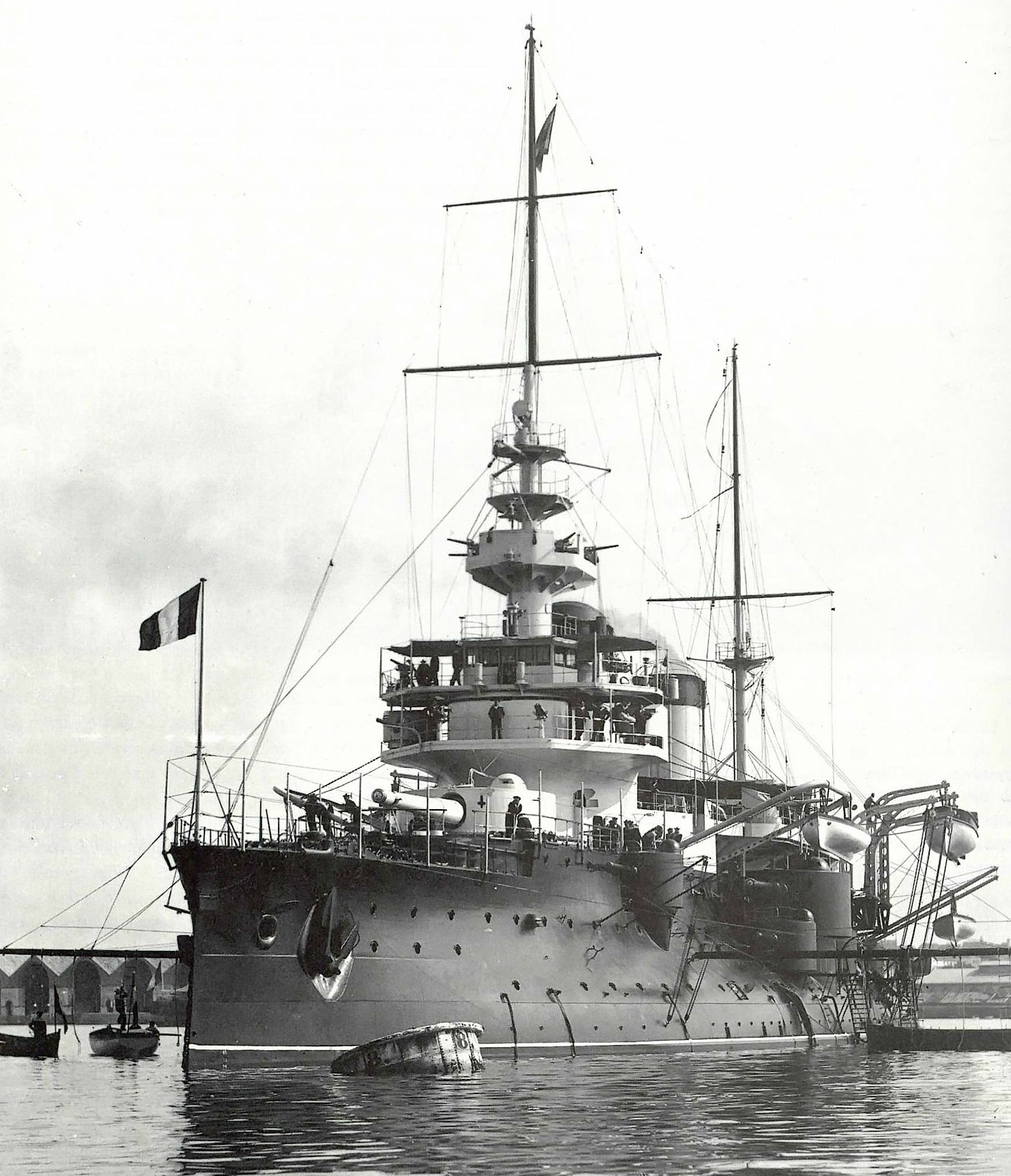
Bouvet no início de sua carreira

O Bouvet tinha 117,9 metros de comprimento entre perpendiculares, 121,01 metros de comprimento na linha d'água e 122,4 metros de fora a fora. Ele tinha uma boca de 21,4 metros e um calado médio de oito metros. O navio teve um deslocamento de 12 200 toneladas conforme projetado. Ao contrário de suas meios-irmãos, que tinham um deck reduzido, o Bouvet manteve um convés completo. Sua superestrutura era reduzida em tamanho em comparação com suas contrapartes, e ele tinha um par de mastros militares curtos; essas mudanças foram feitas para reduzir o peso superior experimentado nas embarcações anteriores. Ela manteve o bordo proeminente para dar aos canhões de 270 milímetros amplos campos de fogo. O Bouvet tinha uma tripulação padrão de 31 oficiais e 591 praças, embora como capitânia sua tripulação tenha crescido para 41 oficiais e 651 praças.
Ele tinha três motores a vapor verticais de tripla expansão, cada um acionando uma única hélice de três pás; estas tinham 4,5 metros de largura, enquanto o eixo central era um pouco menor, com 4,4 metros de diâmetro. Os motores eram movidos a vapor fornecido por 32 caldeiras aquatubulares Belleville, construídas sob licença pela Indret. As caldeiras foram divididas em quatro salas, que foram colocadas em dois pares em cada extremidade dos compartimentos das torres laterais e divididas por uma antepara central. As caldeiras foram canalizadas para um par de funis. Seus três motores foram colocados lado a lado e também divididos por anteparas longitudinais.
Seu sistema de propulsão foi avaliado em catorze mil cavalos de força, o que permitiu ao navio navegar a uma velocidade máxima de dezoito nós (33 quilômetros por hora) em testes de velocidade com carga leve, embora durante um teste de 24 horas usando deslocamento normal, ele navegou de dezessete a 17,5 nós (31,5 a 32,4 quilômetros por hora). Usando tiragem forçada, o navio atingiu 18,2 nós (33,7 quilômetros por hora), gerando 15 462 cavalos de força durante os testes. O Bouvet era rápido para os padrões da época; o único encouraçado britânico que se aproximou dele em velocidade foi o encouraçado de segunda classe HMS Renown. Como construído, o Bouvet poderia transportar 610 toneladas de carvão, embora espaço adicional permitisse até 980. A uma velocidade de cruzeiro de nove nós (dezessete quilômetros), o navio poderia navegar por três mil milhas náuticas (5 600 quilômetros).
O sistema elétrico do navio consistia em quatro dínamos de quatrocentos amperes/80 volts que tinham uma potência combinada de até 210 cavalos. Os dínamos foram colocados no convés da plataforma entre os dutos das caldeiras. Vários motores elétricos menores, avaliados em medidas similares, alimentavam o sistema de ventilação do navio, e motores de doze cavalos acionavam os guinchos de cinzas para as salas das caldeiras. O Bouvet foi equipado com seis holofotes: quatro no convés da bateria (dois a meio do navio e um à vante e um à ré) e os dois restantes nos mastros.

### Armamento

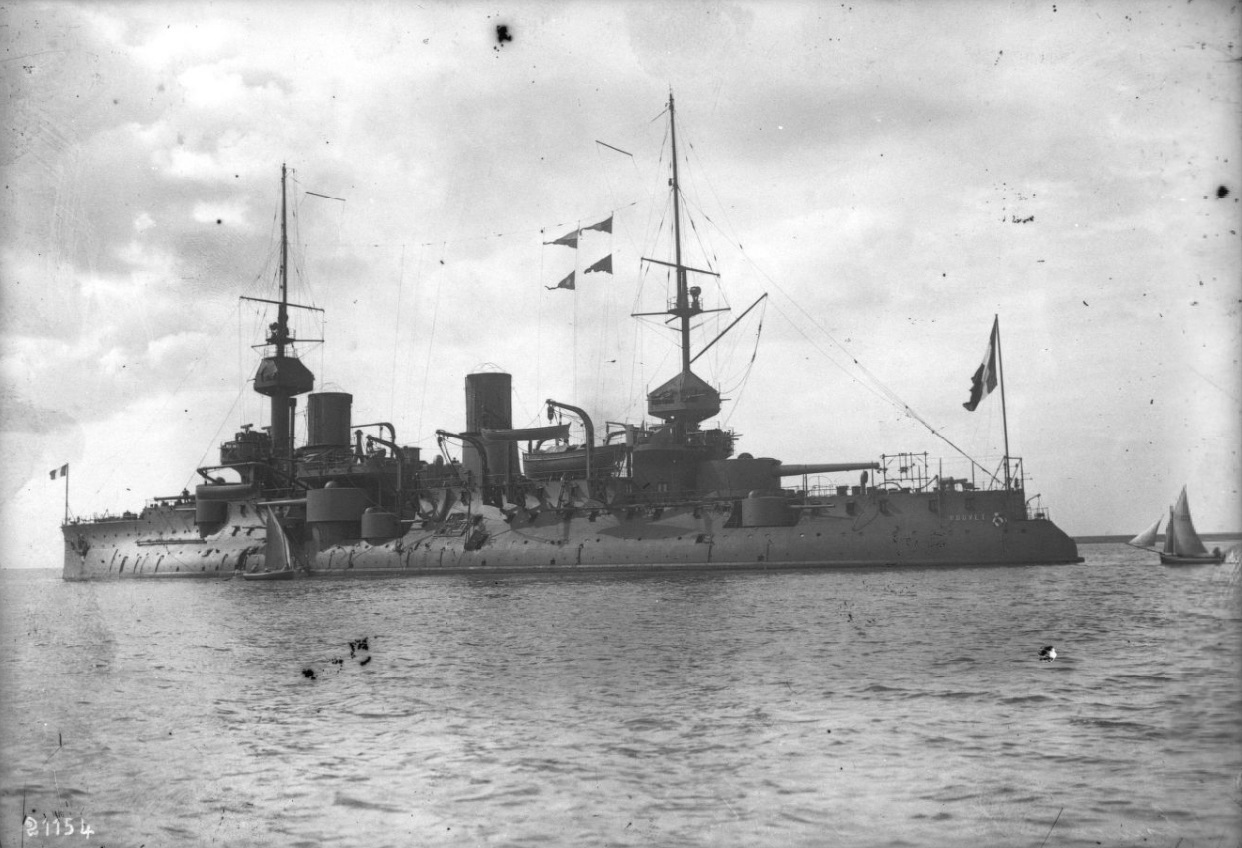
Bouvet fundeado, c. Junho de 1912

O armamento principal do Bouvet consistia em dois canhões Modèle 1893 de 305 milímetros em duas torres de canhão único, uma na proa e outra na popa, e dois Modelo 1893 de 274 milímetros em duas torres de canhão único, uma a meia-nau de cada lado, contrafeitas sobre o costado das laterais do navio. Ambos os tipos de armas eram variantes experimentais dos canhões de 45 calibres instalados em seu meio-irmão Masséna. Os canhões de 305 milímetros tinham uma velocidade de saída de 815 metros por segundo, o que permitiu que os projéteis penetrassem até 610 milímetros de armadura de ferro em um alcance de 1 800 metros. Isso era suficientemente poderoso para permitir que os canhões principais do Bouvet penetrassem facilmente na blindagem da maioria dos couraçados contemporâneos nos campos de batalha comuns da época. Já os canhões de 274 milímetros, que também eram de 45 calibres longos, tinham a mesma velocidade inicial, mas sendo significativamente menores que os de 305 milímetros, penetravam 460 milímetros de blindagem. As torres dos canhões eram operadas hidraulicamente e exigiam que os canhões fossem baixados a quatro graus negativos para serem carregados. Ambos tinham uma cadência de tiro de um disparo por minuto. Ambos os tipos de montagens permitiam elevação até catorze graus; para os canhões de 305 milímetros, isso permitiu um alcance máximo de 12,4 quilômetros e para os canhões de 274 milímetros, seu alcance máximo era de 11,7 quilômetros.
Seu armamento secundário consistia em oito canhões navais Modelo 1893 de 138 milímetros, que eram montados em torres de artilharia únicas no casco; dois foram colocados logo atrás da torre dianteira de 305 milímetros, quatro foram colocados em cada lado dos canhões de 274 milímetros, e os dois restantes estavam logo atrás da torre traseira de 305 milímetros. Essas armas tinham uma taxa de disparo de quatro tiros por minuto, com alcance máximo de onze mil, com até 20° de elevação. Para defesa contra torpedeiros, o Bouvet carregava oito canhões de disparo rápido (QF) de cem milímetros em suportes de pedestal individuais com escudos de canhão no convés superior. Quatro estavam localizados entre os funis, dois foram colocados lado a lado da ponte de proa e os dois restantes foram dispostos de forma semelhante em cada lado da ponte de popa. Eles tinham uma cadência de tiro entre sete e quinze tiros por minuto e eles poderiam atingir alvos a até cinco mil metros. A embarcação também tinha doze canhões QF 3-pounder Hotchkiss e oito canhões de 1 libra (37 milímetros), todos em montagens individuais. Dos canhões de 37 mm, três eram canhões Hotchkiss de cinco canos e os cinco restantes eram canhões QF de cano único. Quatro dos canhões de 47 milímetros foram montados nas plataformas inferiores dos mastros militares e o restante, junto com os canhões de 37 milímetros, foram distribuídos ao longo do comprimento da superestrutura.
Como era habitual nos navios capitais da época, seu conjunto de armamento era completado por quatro tubos de torpedo de 450 milímetros, dois dos quais submersos no casco do navio; ambos estavam localizados na lateral perto da proa; eles foram apontados diretamente perpendiculares à linha central. Os outros dois tubos foram montados acima da água, em lançadores treináveis colocados a meia-nau. O fogo desses tubos era direcionado por miras blindadas localizadas lado a lado com a torre de comando ou por miras desprotegidas no convés da bateria. O Bouvet carregava um total de dez torpedos do tipo Modelo 1892 Toulon/Fiume; seis foram destinados aos tubos submersos e os outros quatro aos lançadores de convés. O navio também carregava vinte minas navais Modèle 1892 que poderiam ser colocadas nos pináculos do navio.

### Controle de fogo
No início da década de 1890, antes do Bouvet iniciar a construção, a Marinha Francesa introduziu um sistema de controle de disparo que incluía telêmetros, observadores nos mastros e transmissores elétricos de ordem para comunicar instruções de controle de fogo do centro de controle às tripulações dos canhões. O Bouvet foi o primeiro couraçado concluído com o sistema; para fins de controle de fogo, sua bateria de canhões foi dividida em seções individuais (os canhões de grande e médio calibre) ou em grupos de dois ou mais canhões (os de cem, 47 e 37 milímetros). Todos os canhões eram controlados pelo posto de comando central localizado diretamente abaixo da torre de comando, abaixo do convés blindado. O posto de comando central recebia as informações de alcance e direção dos telêmetros e calculava as soluções de tiro, que seriam então enviadas por meio dos transmissores elétricos de ordem para direcionar o fogo de canhões ou seções individuais.

### Blindagem
A blindagem do navio foi construída com aço níquel fabricado por diversas empresas, incluindo Schneider-Creusot, Saint-Chamond e Châtillon & Commentry, o que permitiu à equipe de projeto reduzir a espessura do aço sem comprometer sua eficácia. Assim, poderia ser economizado peso que poderia ser usado em outros lugares nos navios com deslocamento limitado. O cinturão principal tinha quatrocentos milímetros de espessura no meio do casco e afunilava para duzentos milímetros na borda inferior. À frente da cidadela central, o cinturão foi reduzido para trezentos milímetros (também reduzido para duzentos na borda inferior) e à ré da cidadela, afunilava para 260 milímetros (120 milímetros na borda inferior). O cinturão se estendia por todo o comprimento do casco e era apoiado com duzentos milímetros de teca. Acima do cinturão estava uma espessa faixa de armadura lateral de oitenta milímetros que criou uma ensecadeira altamente subdividida para reduzir o risco de inundação devido a danos de batalha. A lateral da ensecadeira foi reforçada por duas camadas de chapeamento de dez milímetros. O convés principal do Bouvet foi protegido com setenta milímetros de aço macio, complementado com duas camadas de dez milímetros. Aço macio foi usado aqui, já que o convés foi projetado para dobrar em vez de quebrar quando atingido por um projétil perfurante em um ângulo oblíquo. O convés inferior da plataforma tinha trinta milímetros de espessura, com uma única camada de dez milímetros de revestimento atrás dele; o objetivo era capturar fragmentos que penetrassem no convés principal.
Os canhões da bateria principal (ambos os canhões de 305 e 274 milímetros) foram protegidos com 370 milímetros de armadura cimentada nas faces e laterais, com telhados de setenta milímetros e pisos de 65 milímetros de espessura. Tanto os pisos quanto os telhados eram compostos de aço macio. As torres ficavam no topo de barbetas com 310 milímetros de espessura nos lados. Os canhões de 138 milímetros tinham cem milímetros de espessura nas laterais e faces, com vinte milímetros de espessura nos telhados e quinze nos pisos. As casamatas tinham 72 milímetros de espessura e protegiam os canhões de cem milímetros. A torre de comando tinha 320 milímetros de espessura nos lados, vinte milímetros no telhado e 25 no piso. As captações das caldeiras foram protegidas com braçolas de trezentos milímetros de espessura.
O layout da blindagem do navio não foi tão eficaz quanto os projetistas esperavam; no deslocamento projetado, a blindagem do cinto foi submersa com apenas uma inclinação de três graus, e direcionar todas as torres da bateria principal para um lado produziria um adernamento de dois graus. Aumentos graduais de peso durante o processo de construção, que Huin não conseguiu supervisionar, deixaram pouca margem para o cinturão permanecer acima da água. Esses aumentos forçaram compromissos em outras partes da proteção da blindagem do navio, principalmente nas barbetas, que foram criticadas na época; nada pôde ser feito, entretanto, devido ao limite estrito imposto ao deslocamento. A ensecadeira também se revelou altamente suscetível a inundações incontroláveis, o que teria graves efeitos na estabilidade da embarcação.

## Carreira

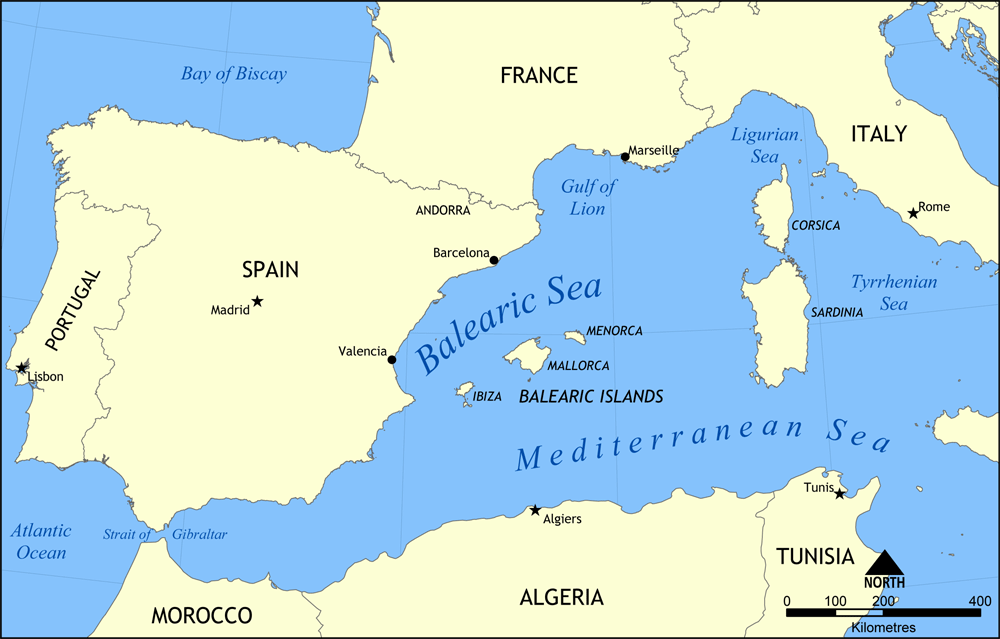
Mapa do Mediterrâneo Ocidental, onde Bouvet passou a maior parte de sua carreira em tempos de paz

O batimento de quilha do Bouvet ocorreu no Arsenal de Lorient em 16 de janeiro de 1893 e foi lançado ao mar em 27 de abril de 1896. Depois de concluir o trabalho de adaptação, ele iniciou os testes no mar em 5 de março de 1898. O navio deveria ter conduzido seus testes a partir de Brest, mas foi enviado a Toulon para reforçar a Esquadra do Mediterrâneo devido à crise de Fashoda com a Grã-Bretanha. Ele foi comissionado na Marinha Francesa em junho de 1898. O navio foi nomeado em homenagem ao almirante François Joseph Bouvet.
Ao longo da carreira do navio em tempos de paz, ele se ocupou com exercícios de treinamento de rotina que incluíam treinamento de artilharia, manobras combinadas com torpedeiros e submarinos e prática de ataque a fortificações costeiras. Como o Bouvet era um dos mais modernos couraçados franceses no final da década de 1890 e início de 1900, ele passou esse tempo no Esquadrão Mediterrâneo, a principal frota da França. Um dos maiores desses exercícios foi realizado entre março e julho de 1900 e envolveu a Esquadra do Mediterrâneo e a Esquadra do Norte. Em 6 de março, Bouvet juntou-se aos couraçados Brennus, Gaulois, Charlemagne, Charles Martel e Jauréguiberry e quatro cruzadores protegidos para manobras ao largo de Golfe-Juan na Côte d'Azur, incluindo treinamento de tiro noturno. Ao longo de abril, os navios visitaram vários portos franceses ao longo da costa mediterrânica e, no dia 31 de maio, a frota partiu para a Córsega para uma visita que durou até 8 de junho. Depois de completar os seus próprios exercícios no Mediterrâneo, a Esquadra do Mediterrâneo encontrou-se com a Esquadra do Norte ao largo de Lisboa, Portugal, no final de junho, antes de prosseguir para a Baía de Quiberon para manobras conjuntas em julho. As manobras foram concluídas com uma revisão naval em Cherbourg, em 19 de julho, para o presidente Émile Loubet. No dia 1 de agosto, a Frota do Mediterrâneo partiu para Toulon, chegando no dia 14 de agosto.
O Bouvet foi designado para a 2.ª Divisão de Batalha da Esquadra do Mediterrâneo, juntamente com Jauréguiberry e o novo encouraçado Iéna, este último tornando-se a nau capitânia da divisão. O Bouvet partiu de Toulon em 29 de janeiro de 1903 em companhia dos couraçados Saint Louis, Gaulois e Charlemagne, quatro cruzadores e contratorpedeiros acompanhantes para treinamento de artilharia ao largo de Golfe-Juan. Na época, o Bouvet e o Gaulois eram a 2.ª Divisão, com o Bouvet na liderança; os outros dois navios formaram a 1.ª Divisão. Dois dias depois, quando as divisões receberam ordem de mudar de duas colunas para uma única linha de batalha para exercícios de tiro, o Bouvet não conseguiu assumir a posição prescrita e, em vez disso, voltou-se muito para perto de Gaulois. Este último atingiu acidentalmente o primeiro e o Bouvet perdeu uma escada e sofreu danos a em dos tubos de torpedo montados no convés. O Gaulois teve duas placas de armadura arrancadas de seu arco. Os capitães de ambos os navios foram destituídos do comando devido ao incidente. Em outubro, o Bouvet e o resto dos couraçados da Esquadra do Mediterrâneo navegaram para Palma de Maiorca e, no regresso a Toulon, realizaram exercícios de treino.
O ano de 1904 viu o Esquadrão do Mediterrâneo visitar a Baía de Suda em Creta, Beirute, Esmirna e Salônica no Império Otomano, Messina na Sicília e Pireu, na Grécia durante um cruzeiro pelo Mediterrâneo oriental no meio do ano. O ano seguinte passou sem intercorrências para o Bouvet e, em 10 de abril de 1906, ele, Iéna e Gaulois foram enviados para a Itália após a erupção do Monte Vesúvio. Os três navios transportavam cerca de nove mil rações e suas tripulações ajudaram as vítimas a se recuperarem do desastre. A divisão retornou à França a tempo para uma revisão naval em 16 de setembro, realizada em Marselha, que incluiu destacamentos da Grã-Bretanha, Espanha e Itália. O Bouvet e os outros navios franceses retornaram então para Toulon. No ano seguinte, em janeiro de 1907, o Bouvet foi retirado do serviço de linha de frente do Esquadrão Mediterrâneo. Agora parte do Segundo Esquadrão, ele foi mantido em serviço ativo durante aquele ano, mas com tripulação reduzida. Em julho de 1908, a Frota do Mediterrâneo foi reorganizada e Bouvet foi anexado à 3.ª Divisão de Encouraçados como sua nau capitânia, sob o comando do contra-almirante Laurent Marin-Darbel, junto com Jauréguiberry e o encouraçado Suffren.

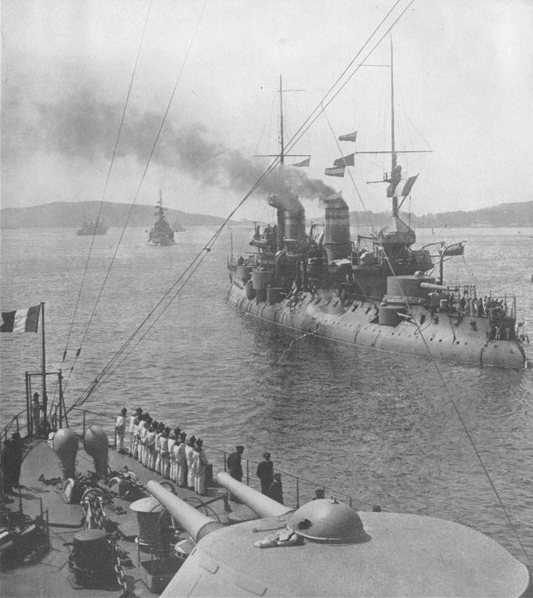
Bouvet nos Dardanelos em 1915

A partir de janeiro de 1909, com o comissionamento dos seis couraçados das classes République e Liberté, a Esquadra do Mediterrâneo foi reorganizada em duas esquadras de batalha; o Bouvet estava naquela época designado para a 3.ª Divisão, parte do 2.º Esquadrão de Batalha, ainda a nau capitânia de Marin-Darbel. Seu lugar foi ocupado no ano seguinte por Saint Louis, e ele permaneceu fora de serviço naquele ano, com exceção das manobras da frota realizadas em junho, nas quais ingressou. Em janeiro de 1911, o navio voltou ao serviço como nau capitânia do contra-almirante Adam na 2.ª Divisão da 2.ª Esquadra de Batalha. Em 5 de outubro, a frota foi novamente reorganizada e seu lugar no que hoje era o 3.º Esquadrão de Batalha foi ocupado por Charles Martel. Em 16 de outubro de 1912, Bouvet, Gaulois, Saint Louis, Carnot, Masséna e Jauréguiberry foram ativados para funções de treinamento como 3.ª Esquadra da Esquadra do Mediterrâneo; em julho de 1913, Charlemagne juntou-se a eles. A esquadra foi dissolvida em 11 de novembro, e Bouvet, Saint Louis e Gaulois foram designados para a Divisão Suplementar. As atividades de treinamento continuaram em 1914 e, em março, a divisão juntou-se ao resto do Esquadrão Mediterrâneo, que foi agora redesignado como Primeiro Exército Naval para treinamento de artilharia na Córsega. Manobras adicionais foram realizadas a partir de 13 de maio, durante as quais a frota visitou Bizerta na Tunísia, Argel na Argélia e Ajaccio na Córsega.

### Primeira Guerra Mundial
Após a eclosão da Primeira Guerra Mundial em julho de 1914, a França anunciou a mobilização geral em 1.º de agosto. No dia seguinte, o almirante Augustin Boué de Lapeyrère ordenou que toda a frota francesa começasse a aumentar o vapor às 22h15 para que os navios pudessem fazer uma surtida na manhã seguinte. A maior parte da frota, incluindo a Divisão Suplementar (designada como "Grupo C"), foi enviado ao Norte da África Francesa, onde escoltariam os comboios de tropas vitais que transportavam elementos do Exército de Terra Francês do Norte da África de volta à França para conter a esperada invasão alemã. Na época, a divisão era comandada pelo contra-almirante Émile Paul Amable Guépratte, e foi encarregada de proteger contra um possível ataque do cruzador de batalha alemão SMS Goeben, que em vez disso fugiu para o Império Otomano. O Bouvet e seus companheiros de divisão viajaram primeiro para Argel e depois para Orã. Lá, eles se encontraram com um dos comboios e cobriram sua viagem para o norte, até Sète, em 6 de agosto. De lá, o Bouvet e os couraçados seguiram para Toulon, antes de partirem novamente para Argel para outra missão de escolta. Assim que as unidades do Exército Francês completaram a sua travessia no final de Agosto, os navios do Grupo C foram incumbidos de patrulhar o tráfego mercante entre Túnis e a Sicília para evitar envios de contrabando para as Potências Centrais.
Em novembro, ele e o cruzador blindado Amiral Charmer foram enviados para substituir os cruzadores blindados britânicos HMS Black Prince e HMS Warrior como navios de guarda na entrada norte do Canal de Suez. Ele permaneceu lá brevemente, no entanto, antes de receber ordens para o norte, para os Dardanelos, para substituir o encouraçado Vérité em 20 de dezembro. Nos meses seguintes, a Tríplice Entente acumulou uma grande frota encarregada de romper as defesas otomanas que guardavam o estreito. Durante este período, antes do início das grandes operações ofensivas, a frota anglo-francesa alternou entre ancoradouros em Bozcaada e na baía de Mudros, na ilha de Lemnos, e foi encarregada de patrulhar a entrada do estreito para garantir que o Goeben — que tinha sido transferido para a Marinha Otomana como Yavuz Sultan Selim - não tentasse fazer uma surtida. Em 1 de fevereiro de 1915, os navios navegaram para Sigri, na ilha de Lesbos.

#### Campanha dos Dardanelos
Em meados de fevereiro de 1915, franceses e britânicos reuniram uma frota de quatro couraçados franceses, incluindo o Bouvet, e doze couraçados britânicos, para liderar o ataque aos Dardanelos. O plano previa a neutralização das defesas otomanas para permitir que a frota entrasse no Mar de Mármara e atacasse diretamente Constantinopla. A primeira fase do ataque começou em 19 de fevereiro, quando Bouvet e Suffren, juntamente com o cruzador de batalha britânico HMS Inflexible e os couraçados pré-dreadnought HMS Albion, HMS Triumph e HMS Cornwallis, bombardearam as defesas costeiras que protegiam a entrada do estreito. Durante o bombardeio, o Bouvet ajudou o encouraçado Suffren enviando correções de tiro via rádio enquanto Gaulois fornecia fogo de contrabateria para suprimir a artilharia costeira otomana. Outra tentativa foi feita seis dias depois, com Bouvet novamente espotando para o Gaulois; este ataque foi melhor sucedido, e os couraçados franceses e britânicos silenciaram as fortalezas exteriores, permitindo que os caça-minas entrassem na área e começassem a limpar os campos minados que protegiam os estreitos. A divisão francesa navegou para o Golfo de Saros, na costa do Egeu, na Península de Galípoli, em 1.º de março, para explorar as posições otomanas na área. Eles então cobriram os couraçados britânicos enquanto estes bombardeavam as posições otomanas no estreito em 5 de março e no dia seguinte atacaram a fortificação na Dardânia.
Em 18 de março, as esquadras francesa e britânica realizaram outro ataque ao estreito, dirigido ao anel interno de fortalezas que guardava a parte mais estreita dos Dardanelos. O maior contingente britânico, comandado pelo contra-almirante John de Robeck, deveria fazer o ataque inicial a maior distância, liderado pelo couraçado dreadnought HMS Queen Elizabeth; uma vez reduzidas as baterias, os navios franceses, comandados por Guépratte, deveriam entrar no estreito e atacar de perto. O Bouvet e o Suffren atacariam as fortalezas do lado asiático do estreito, enquanto Gaulois e Charlemagne silenciariam as baterias do lado europeu. Acreditando erroneamente que os canhões otomanos haviam sido em grande parte neutralizados pelo bombardeio britânico, Guépratte conduziu seus navios a uma distância de 9 100 metros das fortalezas internas e travou um duelo de artilharia. O Suffren e o Bouvet operaram em dupla, fazendo passes alternados em alta velocidade para tornar mais difícil para os artilheiros otomanos acertarem. No entanto, por volta das 14h, o Bouvet recebeu vários tiros e duas de suas armas de casamata foram nocauteadas. Um grave incêndio também foi iniciado em sua ponte, embora a embarcação tenha conseguido neutralizar a bateria Hamidieh. Durante o ataque às fortalezas, o Bouvet sofreu oito tiros de artilharia turca. Sua torre dianteira foi desativada depois que o extrator de gás propulsor quebrou.
Por volta das 13h45, de Robeck ordenou que Guépratte retirasse seus navios para que seus homólogos britânicos pudessem atacar as fortificações otomanas. O Bouvet estava naquele momento lutando contra o forte de Namazieh, e seu comandante, capitão Rageot de la Touche, inicialmente não respondeu às instruções de Guépratte para seguir Suffren para fora dos estreitos. Depois que Guépratte ordenou novamente que ele interrompesse o contato, de la Touche virou o Bouvet para o sul para se retirar. Pouco depois, o Bouvet foi abalado por uma grande explosão, seguida por uma grande nuvem de fumaça vermelha e preta; os observadores a bordo dos outros navios não puderam dizer imediatamente se ele havia sido atingido por um projétil otomano, torpedeado por uma bateria de torpedos montada em terra ou se havia atingido uma mina. Os contratorpedeiross e barcos de piquete que os acompanhavam correram até o local para resgatar sua tripulação, mas no espaço de apenas dois minutos, Bouvet virou e afundou. Um total de 75 tripulantes foram retirados da água; 24 oficiais e 619 praças morreram no naufrágio. A maioria dos sobreviventes foi resgatada pelo contratorpedeiro britânico Mosquito. O navio estava em más condições na época devido à sua idade, o que provavelmente contribuiu para seu rápido afundamento, embora houvesse algumas especulações de que seu paiol de munição explodiu. O próprio Guépratte observou que "aquele navio devia ter pouca estabilidade". Mais tarde foi determinado que Bouvet havia atingido uma mina, que fazia parte de um campo recém-construído uma semana antes do ataque e era desconhecido dos Aliados.
Apesar do naufrágio do Bouvet, a primeira perda do dia, os britânicos permaneceram desprevenidos do campo minado, pensando que a explosão havia sido causada por um projétil ou torpedo. Posteriormente, dois pré-dreadnoughts britânicos, HMS Ocean e HMS Irresistible, foram afundados e o cruzador de batalha Inflexible foi danificado pelo mesmo campo minado. O Suffren e o Gaulois foram gravemente danificados pela artilharia costeira durante o confronto. A perda do Bouvet e dos dois couraçados britânicos durante o ataque de 18 de março foi um fator importante na decisão de abandonar uma estratégia naval para tomar Constantinopla, e em vez disso optar pela campanha terrestre de Galípoli. Enquanto as forças franco-britânicas iniciavam os preparativos para o ataque, o lugar do Bouvet na frota foi ocupado pelo Henri IV.

## Destroços
No início da década de 2010, arqueólogos marinhos turcos realizaram pesquisas sonares de muitos dos naufrágios da campanha dos Dardanelos, incluindo o Bouvet. A investigação dos destroços tem sido difícil há muito tempo, uma vez que a área é uma artéria marítima movimentada e as fortes correntes combinam-se para dificultar o mergulho. A pesquisa de Bouvet, que jaz de cabeça para baixo no fundo do mar, revelou que um projétil de 305 milímetros de uma bateria costeira otomana atingiu o navio na linha d'água no meio do navio, no mesmo lado em que atingiu a mina, o que contribuiu para a inundação fatal que o fez virar e afundar rapidamente.